# Francisco Valera

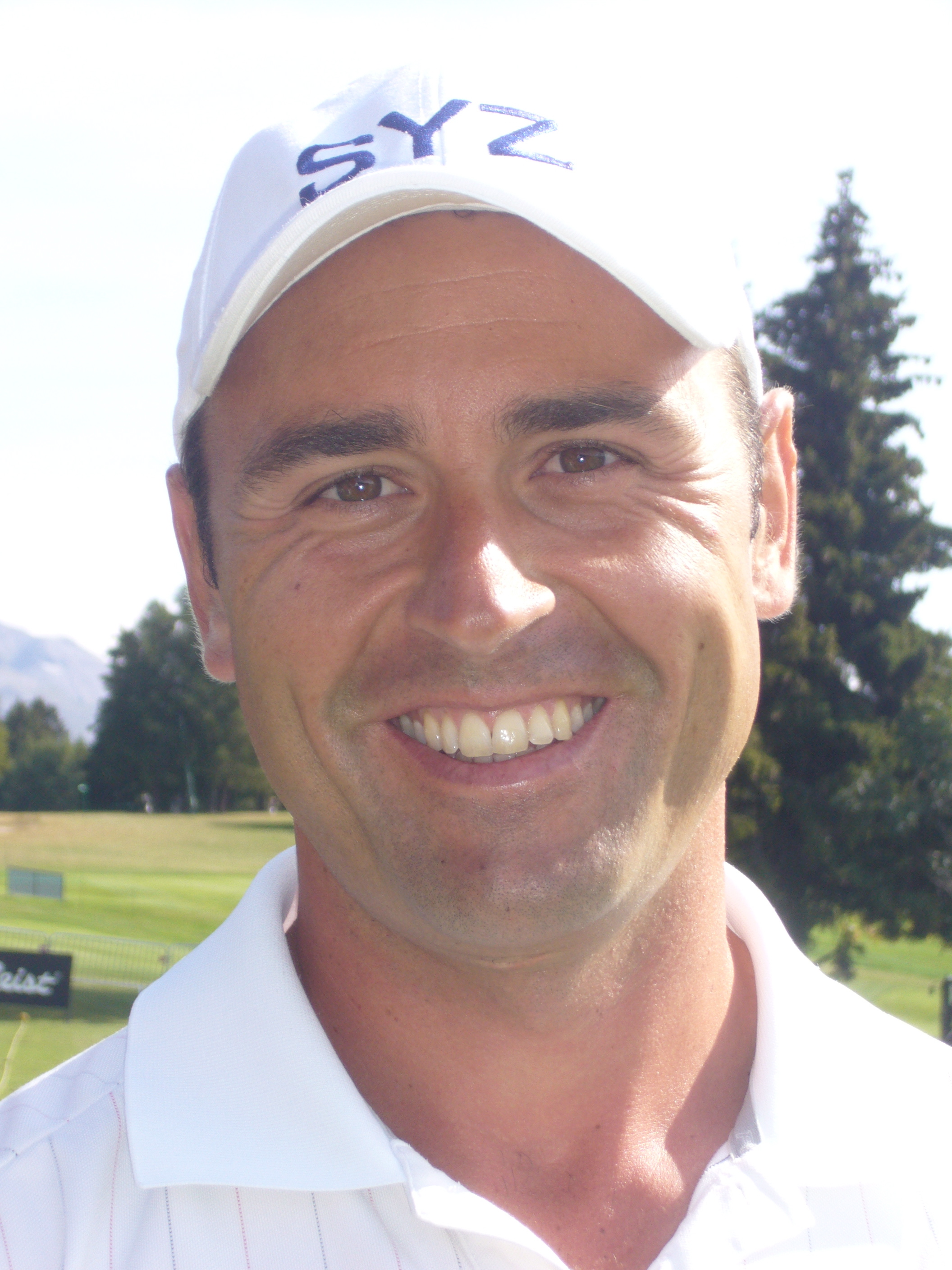
European Masters 2009.

Francis Valera (Sitges, 13 juli 1974)  is een Spaanse golfprofessional, die in Crans woont.
Valera is de zoon van Pepi Valera, een van de pro's van de golfclub in Crans. Op vierjarige leeftijd sloeg hij zijn eerste golfballen, samen met zijn zusje Esther, die tot het einde van de jaren 90 professional golfster was op de Ladies European Tour. Zij geeft nu les in Crans.

## Amateur
Valera is dus opgegroeid in een golffamilie. Hij speelde veel met Ignacio Garrido en José Manuel Lara. Als eerste en nog steeds enige amateur won hij in 1993 de Olivier Barras Memorial.

#### Gewonnen
- 1991: British Boys Championship
- 1993: Sherry Cup (ESP)
- 1993: Olivier Barras Memorial.

## Professional
In 1994 werd Valera professional. Hij speelde drie seizoenen niet vanwege een polsblessure en begon weer op de Alps Tour (AT) in 2005. Hij won de Order of Merit. 

Zijn beste jaar was 2006, toen hij onder meer 15de werd bij de Johnnie Walker Championship at Gleneagles.

#### Gewonnen
Challenge Tour
- 1995: UAP Grand Final

Alps Tour
- 2005 WaldViertel Open